# 경상북도포항교육지원청
경상북도포항교육지원청(慶尙北道浦項敎育支援廳, Pohang Office of Education)은 경상북도교육청 산하 교육지원청이다. 경상북도 포항시 북구 용흥동 615-21에 소재해있으며, 포항시를 관할한다.
교육장은 장학관으로 보한다.

## 산하 기관

### 초등학교
남구
| - 구룡포초등학교 - 구남분교 - 구정초등학교 - 남성초등학교 - 대도초등학교 - 대보초등학교 - 대송초등학교 - 대이초등학교 | - 대해초등학교 - 동해초등학교 - 문덕초등학교 - 문충초등학교 - 상대초등학교 - 송림초등학교 - 신흥초등학교 - 양포초등학교 | - 연일초등학교 - 연일형산초등학교 - 오천초등학교 - 유강초등학교 - 이동초등학교 - 인덕초등학교 - 장기초등학교 - 모포분교 | - 청림초등학교 - 포항송도초등학교 - 포항원동초등학교 - 포항제철동초등학교 - 포항제철서초등학교 - 포항제철지곡초등학교 - 효자초등학교 |

북구
| - 곡강초등학교 - 기계초등학교 - 기북초등학교 - 달전초등학교 - 대잠초등학교 - 두호남부초등학교 - 두호초등학교 - 송라초등학교 - 신광초등학교 - 양학초등학교 - 용흥초등학교 | - 월포초등학교 - 장량초등학교 - 장성초등학교 - 죽도초등학교 - 죽장초등학교 - 상옥분교 - 죽천초등학교 - 창포초등학교 - 청하초등학교 - 청하남부분교 - 포항남부초등학교 | - 포항대흥초등학교 - 포항동부초등학교 - 포항송곡초등학교 - 포항양덕초등학교 - 포항영흥초등학교 - 포항장원초등학교 - 포항장흥초등학교 - 포항중앙초등학교 - 포항초등학교 - 포항항도초등학교 - 포항해맞이초등학교 | - 학천초등학교 - 항구초등학교 - 흥해남산초등학교 - 흥해서부초등학교 - 흥해초등학교 |

### 중학교
남구
| - 구룡포중학교 - 대보중학교 - 대송중학교 - 상도중학교 | - 송도중학교 - 신흥중학교 - 영일중학교 - 오천중학교 | - 유강중학교 - 이동중학교 - 장기중학교 | - 포항동해중학교 - 포항제철중학교 - 포항포은중학교 |

북구
| - 기계중학교 - 기북분교 - 상옥분교 - 대도중학교 - 대동중학교 - 대흥중학교 | - 동지여자중학교 - 동지중학교 - 서포중학교 - 송라중학교 - 신광중학교 - 양학중학교 | - 용흥중학교 - 장흥중학교 - 창포중학교 - 청하중학교 - 포항여자중학교 - 포항영신중학교 | - 포항중학교 - 포항항도중학교 - 환호여자중학교 - 흥해중학교 |